# Cytisus oromediterraneus
Cytisus oromediterraneus Rivas Mart. & al. è un arbusto della famiglia delle Fabacee.

## Descrizione

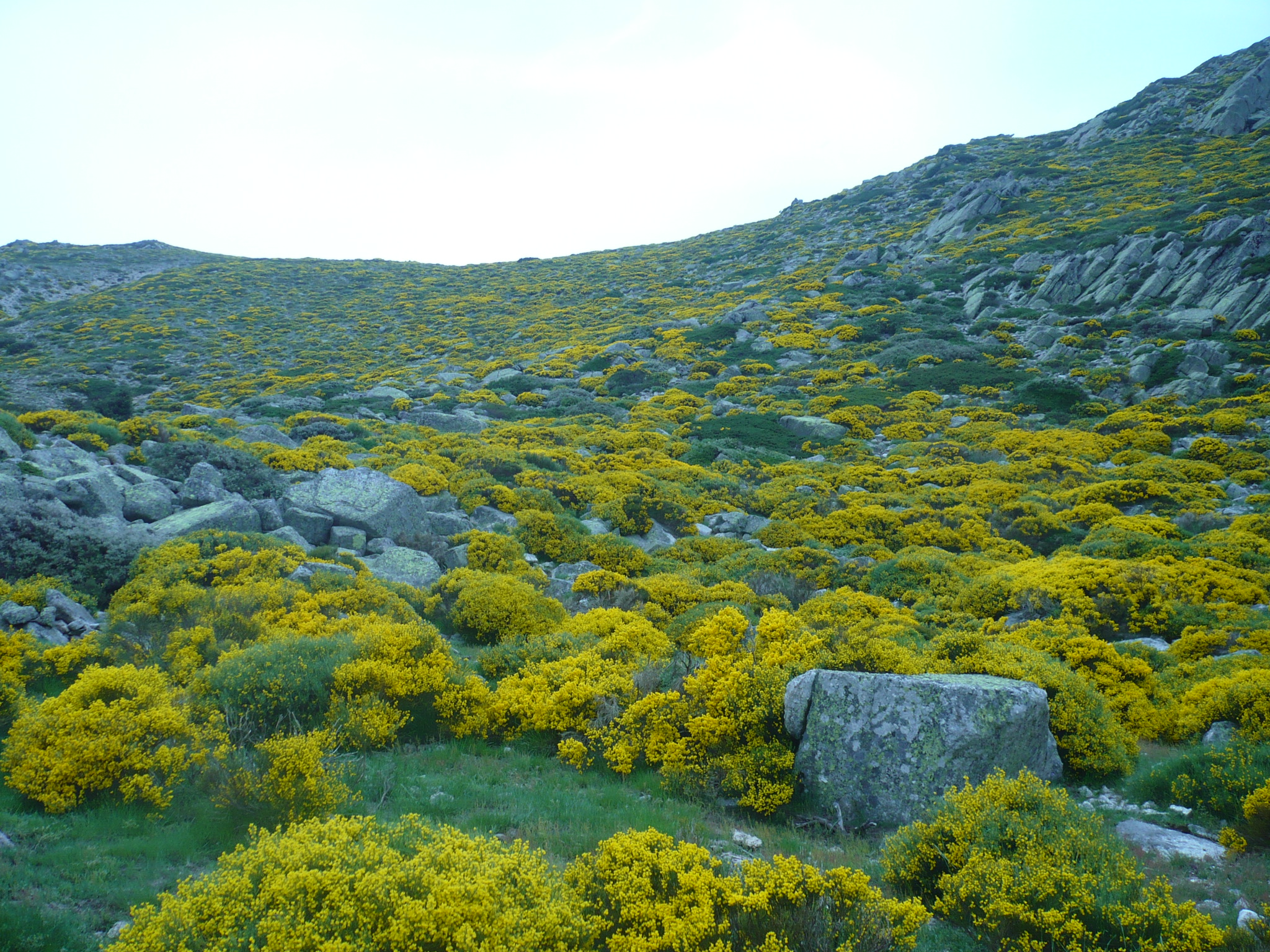
Cytisus oromediterraneus in fiore nella sierra de Guadarrama in Spagna.

Cytisus oromediterraneus è un sottoarbusto fitto, di 40–150 cm, quasi privo di foglie, di aspetto giunchiforme.
Il cespuglio presenta un aspetto denso in forma di palla appiattita con rami dritti, di colore verde-glauco, mostranti un'alternanza di righe verdi glabre e grigie. Le loro coste sono molto ampie e terminano con una linguetta sotto il cuscinetto fogliare. Le foglie alterne, ridotte a una sola fogliola, senza stipole, sono allungate e acute (6–12 mm), vellutate al di sotto, sono presto caduche.
I fiori sono di colore giallo-oro, piccoli, di 10–12 mm, profumati, in piccoli grappoli terminali. Baccello e calice sono pelosi. Il baccello, lungo dai 15 ai 30 mm e largo da 5 a 7, è leggermente vellutato, nero alla maturità. Esso è dotato di valve che si torcono alla deiscenza.
La fioritura avviene generalmente in maggio-luglio ma è variabile in funzione dell'altitudine.

## Distribuzione e habitat
Cytisus oromediterraneus è presente sul Massiccio Centrale francese, nei Pirenei orientali come in molti massicci montagnosi della penisola iberica.
È un'orofita che cresce tra i 400 e i 1900 metri d'altitudine, dal livello collinare a quello alpino, e che caratterizza terre granitiche o vulcaniche relativamente povere. I prati a Cytisus oromediterraneus sono anche presenti nei Pirenei orientali ma su un'area più limitata, su terreni silicei soleggiati.

## Fitosociologia
I suoi biotopi sono i pascoli abbandonati, le lande  (associazione Cytision oromediterraneo-scoparii), i boschi radi (pinete). Questo genere è spesso associato con il brugo (Calluna vulgaris), con  Jacobaea adonidifolia, talvolta con Cytisus scoparius.

## Usi
I suoi fiori possono avere effetti ipotensivi o ipertensivi.